# Josif Čugošvili
Josif (Ioseb) Čugošvili (* 27. června 1986 Telavi, Sovětský svaz) je běloruský zápasník klasik gruzínské národnosti.

## Sportovní kariéra
Od osmi let žije v Bělorusku, kam se přestěhoval s rodinou z gruzínského Telavi. Klasickému stylu zápasení se věnuje od 16 let pod vedením Alexandra Šelega. V běloruské seniorské reprezentaci se pohybuje od roku 2007 v nejvyšší supertěžké váze, v prvních letech jako dvojka za Sergejem Arťuchinem. V roce 2012 se kvalifikoval na olympijské hry v Londýně. Přes opravy se probojoval do boje o třetí místo a skončil celkově na pátém místě. V roce 2016 neprošel sítem olympijské kvalifikace pro účast na olympijských hrách v Riu.

## Výsledky
| Turnaj             | 2007            | 2008            | 2009            | 2010            | 2011            | 2012            | 2013            | 2014            | 2015            | 2016            | 2017            |
| Turnaj             | 21              | 22              | 23              | 24              | 25              | 26              | 27              | 28              | 29              | 30              | 31              |
| Turnaj             | supertěžká váha | supertěžká váha | supertěžká váha | supertěžká váha | supertěžká váha | supertěžká váha | supertěžká váha | supertěžká váha | supertěžká váha | supertěžká váha | supertěžká váha |
| ------------------ | --------------- | --------------- | --------------- | --------------- | --------------- | --------------- | --------------- | --------------- | --------------- | --------------- | --------------- |
| Olympijské hry     |                 | —               |                 |                 |                 | 5.              |                 |                 |                 | —               |                 |
| Mistrovství světa  | úč.             |                 | 5.              | úč.             | úč.             |                 | úč.             | —               | úč.             |                 |                 |
| Evropské hry       |                 |                 |                 |                 |                 |                 |                 |                 | 3.              |                 |                 |
| Mistrovství Evropy | —               | 3.              | úč.             | úč.             | úč.             | úč.             | 5.              | —               | 3.              | 3.              | úč.             |